# 中華民國—立陶宛關係
中華民國與立陶宛共和國無正式外交關係，但在對方首都互設具大使館功能的代表機構。

## 政治

### 外交

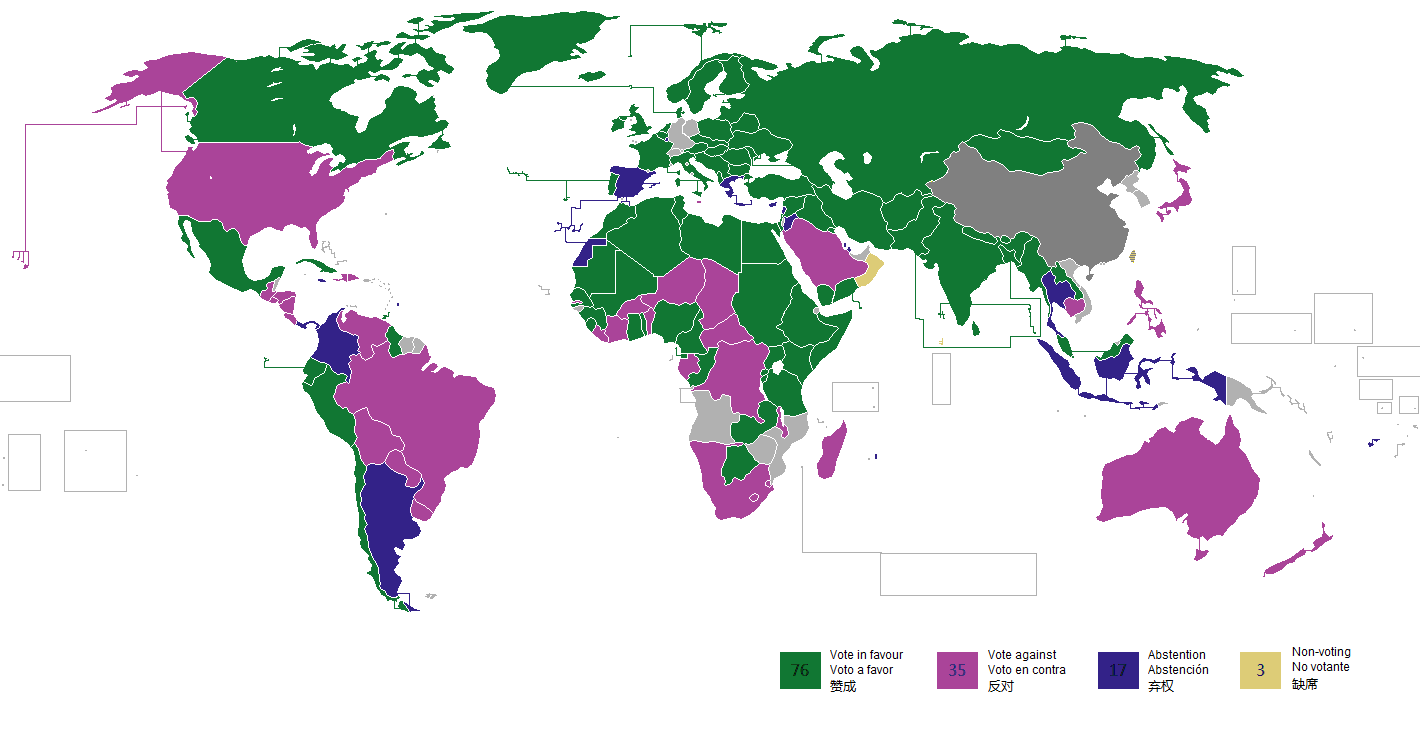
綠色國家表示在1971年的投票中反對中華民國續留聯合國，即《聯合國大會2758號決議》，立陶宛當時是蘇聯的加盟共和國（立陶宛蘇維埃社會主義共和國），由蘇聯作為主權國家參與投票。

1921年，中華民國承認立陶宛的獨立地位。1932年11月，國民政府主席林森接獲立陶宛總統斯梅托納于1月11日致中國國民政府主席的立陶宛總統連任国书並回覆國書。1940年6月，立陶宛被蘇聯吞併後，中華民國拒絕承認立陶宛是蘇聯領土。
1974年7月15日，中華民國邀請流亡海外的立陶宛反共人士來台北參加「支援被奴役國家周活動」，立陶宛反共人士在會上控訴蘇聯對東歐民族的奴役。
1990年3月，立陶宛宣布自蘇聯獨立，以及1991年12月的苏联解体，兩國並未建立外交關係。
2021年4月2日，臺灣太魯閣號列車發生事故，造成重大傷亡，立陶宛外交部在Twitter發文表示哀悼。
2021年9月12日，中華民國駐美國代表蕭美琴在雙橡園宴請立陶宛國會外交委員會主席帕維里歐尼斯、議員辛傑利斯，並就強化雙邊關係，與臺立美三邊關係交換意見。14日，蕭美琴在雙橡園會見立陶宛經濟暨創新部長阿爾莫奈特。
2022年1月14日，中華民國駐南非代表賀忠義會見立陶宛駐南非大使朱維丘斯。
2022年2月24日，俄羅斯入侵烏克蘭，3月3日，立陶宛外交部長格比亞魯斯·藍斯柏吉斯在與拉脫維亞、愛沙尼亞外交部長以及英國外交大臣召開的四方會議後的記者會表示，立陶宛支持烏克蘭與臺灣秉持的是同樣道理，即捍衛獨立自主原則與寶貴的自由。
2023年7月5日，立陶宛政府批准该国的印太地区战略。該文件指出，立陶宛期待加强与台湾在科技产业、韧性建设和民主促进等方面的合作。发展与台湾的经济关系是立陶宛的战略重点之一，也是立陶宛经济多元化政策的一部分。不过立陶宛与其他欧盟成员国一样，坚持「一个中国政策」，强调臺海現狀不能通过军事或胁迫手段改变。
2024年1月13日，中華民國總統與立委選舉結束後，立陶宛外交部長格比亞魯斯·藍斯柏吉斯、國會議長希米利特表達祝賀；波羅的海三國外交委員會主席：立陶宛國會帕季格、拉脫維亞國會柯理和、愛沙尼亞國會梅馬侃則發表聯合聲明，讚揚台灣的總統選舉再次展現民主制度的力量與韌性，堪為印太區域的典範與世界的良善力量。並感謝台灣對區域安全的貢獻，包括協助重建烏克蘭，且在中國未曾間歇的打壓下，仍致力捍衛台海的和平與穩定。
2024年4月3日，臺灣東部發生大地震，立陶宛外交部長藍斯柏吉斯在X（原Twitter）發文向台灣表達慰問，並表示立陶宛已準備好提供災害應變協助。
2023年4月12日，立陶宛外交部長藍斯柏吉斯表示，歐洲不應請求極權主義者協助確保和平，「必須向台灣發出同樣強烈的信號，我們必須宣布，台灣與熱愛民主的台灣人民是基於規則的秩序一環，我們將反對任何以武力改變現狀的企圖，因為我們願意並且能夠做出正確的事情。」

#### 支持中華民國參與世界衛生大會
2019年4月，80名立陶宛國會議員致函世界卫生组织（WHO）呼籲邀請台灣出席世界卫生大会（WHA），立陶宛衛生部長韋瑞佳亦參與連署。
2021年5月25日，立陶宛衛生部長杜爾基斯於WHA全體視訊會議發言後在Twitter重申立場，表示「我們相信所有國家都必須參與全球衛生事務，唯有讓所有利害相關方參與，我們才能為面對未來挑戰作更好準備。」間接表達對臺灣的支持。
2022年5月18日，立陶宛國會議長希米利特以及歐洲34國、共計1,504位國會議員，聯名致函WHO幹事長谭德塞，支持台灣出席WHA與WHO的會議、機制與活動。在WHA召開會議期間，立陶宛衛生部長杜爾基斯表示「我們呼籲您（譚德塞）邀請台灣以观察员身份參與WHA，以及讓台灣進一步有意義地參與WHO的所有論壇與機制，這樣將可使國際社會受益於台灣的經驗與科技長才。這不僅支持了WHO促進全球健康的任務，亦達成醫衛和平相輔相成的承諾。」這是立陶宛首次直接聲援台灣。杜爾基斯也與中華民國衛生福利部政務次長李麗芬召開雙邊會議。
2023年5月、2024年5月，立陶宛貿易代表處、澳洲辦事處、英國在台辦事處、加拿大駐台北貿易辦事處、捷克經濟文化辦事處、德國在台協會、日本台灣交流協會、美國在台協會發佈聯合新聞稿，支持台灣有意義地參與WHO，並以觀察員身分參與WHA。
2025年5月，立陶宛衛生部長雅庫布基絲涅在WHA表示，支持讓台灣成為觀察員，並強調「台灣已協助在場許多國家解決衛生問題與危機，但卻持續被排除於相關討論之外，不禁令人省思我們對本次第78屆大會主題『共創健康世界』（One World for Health）的承諾。」立陶宛貿易代表處、澳洲辦事處、英國在台辦事處、加拿大駐台北貿易辦事處、捷克經濟文化辦事處、德國在台協會、法國在台協會、日本台灣交流協會亦發佈聯合新聞稿，支持台灣有意義地參與WHO，並以觀察員身份參與WHA。

#### 人員互訪（1991年至今）
僅列舉部分名單：
中華民國：前總統蔡英文、前副總統呂秀蓮、陳建仁、副總統當選人蕭美琴、國民大會秘書長陳川、立法院長游錫堃、司法院長許宗力、外交部長吳釗燮、外交部政務次長章孝嚴、程建人、李淳、科技部長吳政忠、科技部政務次長林一平、數位發展部長唐鳳、經濟部政務次長卓士昭、陳正祺、經濟部國際貿易局長陳瑞隆、國家發展委員會主任委員龔明鑫、國家科學委員會主任委員黃鎮台、中華奧林匹克委員會主席黃大洲。
立陶宛：前最高委員會主席维陶塔斯·兰茨贝吉斯、前總統亞當庫斯、前總理普羅斯吉娜、瓦格諾柳斯、盧比斯、國會議長希米利特、國會副議長巴特萊婷、國會外交委員會主席阿祖巴利斯、基爾基拉斯、財政部長謝米塔、財政部政務次長瑪維契娜、歐洲事務部長安德里吉娜、教育暨科學部長普拉泰利斯、衛生部長加爾迪卡斯、農業部政務次長、湯庫思、經濟暨創新部政務次長聶琉嫻娜、澤麥提斯、交通暨通訊部政務次長愛格涅、投資局長席維里斯（Elijus Civilis）。

### 代表機構
1991年11月7日，中華民國外交部政務次長章孝嚴訪問立陶宛，與該國國際經濟部長艾立斯凱諦斯簽署《互設貿易代表團協定》。但後來未能實現。
2021年3月2日，立陶宛國家廣播電視台（LRT）報導，該國國會外交委員會主席帕維里奧尼斯表示，立陶宛正計劃與台灣擴展關係和成立經濟代表處。6月30日，外交部長格比亞魯斯·藍斯柏吉斯亦表示除了在澳洲設立大使館，也會在韓國、新加坡、臺灣設立外交代表機構。
2021年7月20日，中華民國外交部長吳釗燮宣布，將在立陶宛首都維爾紐斯設立代表機構，名稱為駐立陶宛台灣代表處（The Taiwanese Representative Office in Lithuania），各項籌備作業正陸續進行中。11月18日，正式成立並掛牌運作，門牌上並嵌有中華民國國旗，首任代表為黃鈞耀。立陶宛外交部長格比亞魯斯·藍斯柏吉斯的祖父，亦是自蘇聯獨立後擔任最高委員會主席、有立陶宛国父之稱的维陶塔斯·兰茨贝吉斯也到場祝賀。是繼索馬利蘭之後第二個以「臺灣」冠名的代表處，亦是繼斯洛伐克之後，相隔18年再次於歐洲設處，更是在中華人民共和國的邦交國中，唯一以「台灣」冠名設處。
2021年9月30日，立陶宛國會完成修法，允許政府在無外交代表機構的國家與地區開設貿易辦事處，包括臺灣在內。
2022年3月，立陶宛經濟暨創新部長阿爾莫奈特接受臺灣《中央通訊社》專訪指出，立陶宛「完全準備好」要在臺灣設立經貿辦事處，並已去函臺灣外交部，只要臺灣完成相關程序，辦事處就能掛牌成立。7月22日，經濟暨創新部政務次長聶琉嫻娜表示辦事處在9月12日設立。8月17日，經濟暨創新部宣布由總理顧問盧思融（Paulius Lukauskas）為首任代表，並於9月初抵達台灣。9月12日，原定代表處的設立日期，但中華民國外交部在當日新聞稿未多做說明，僅表示「立陶宛政府在盧思融代表本人抵達台灣履新之後，其駐台機構基本上已視為開始運作。」11月7日，立陶宛經濟暨創新部長阿爾莫奈特宣布立陶宛貿易代表處（Lithuanian Trade Representative Office）正式揭牌運作，由首任代表盧思融與中華民國外交部歐洲司長姚金祥見證，代表處設址於台北國貿大樓，目前不具備辦理領務功能。

## 經濟
立陶宛是中華民國重點發展雙邊關係國家，中華民國國家發展委員會於2022年成立2億美元的中东欧投資基金，推動在立陶宛之創業投資，以及10億美元的中東歐融資基金，對雙邊貿易、投資、技術合作提供優惠貸款，以深化經貿連結，建立供应链合作關係。

### 貿易
經濟部國際貿易署於首都维尔纽斯設立駐立陶宛代表處經濟組。
| 年分 | 貿易總額    | 貿易總額 | 貿易總額 | 出口至立陶宛 | 出口至立陶宛 | 出口至立陶宛 | 自立陶宛進口 | 自立陶宛進口 | 自立陶宛進口 | 順逆差 |
| 年分 | 金額        | 年增減   | 排名     | 金額         | 年增減       | 排名         | 金額         | 年增減       | 排名         | 順逆差 |
| ---- | ----------- | -------- | -------- | ------------ | ------------ | ------------ | ------------ | ------------ | ------------ | ------ |
| 2017 | 142,252,534 | ▲7.0%    | 81       | 119,816,022  | ▲5.5%        | 65           | 22,436,512   | ▲15.4%       | 96           | 順差▲  |
| 2018 | 167,746,580 | ▲17.9%   | 76       | 127,417,617  | ▲6.3%        | 64           | 40,328,963   | ▲79.7%       | 85           | 順差▼  |
| 2019 | 161,785,208 | ▼3.6%    | 74       | 120,614,764  | ▼5.3%        | 64           | 41,170,444   | ▲2.1%        | 83           | 順差▼  |
| 2020 | 141,090,341 | ▼12.8%   | 80       | 108,963,873  | ▼9.7%        | 62           | 32,126,468   | ▼22.0%       | 91           | 順差▼  |
| 2021 | 174,724,506 | ▲23.8%   | 76       | 131,767,326  | ▲20.9%       | 63           | 42,957,180   | ▲33.7%       | 95           | 順差▲  |
| 2022 | 164,861,009 | ▼5.6%    | 84       | 122,708,138  | ▼6.9%        | 69           | 42,152,871   | ▼1.9%        | 91           | 順差▼  |
| 2023 | 151,572,149 | ▼8.1%    | 83       | 111,913,010  | ▼8.8%        | 69           | 39,659,139   | ▼5.9%        | 91           | 順差▼  |
| 2024 | 129,427,854 | ▼14.6%   | 78       | 92,992,258   | ▼16.9%       | 70           | 36,435,596   | ▼8.1%        | 90           | 順差▼  |

2023年的兩國貿易項目如下：
出口至立陶宛的前10大項目為：其他塑料製品與特定材料制成品；機動車輛所用之零件與附件；自動資料處理機、磁性或光學閱讀機；集成电路；特定用途機器之零件與附件；醋酸乙烯或其他乙烯酯、乙烯基聚合物；鋼鐵製螺釘、螺栓、螺帽、螺旋鈎、車用螺釘、鉚釘、橫梢、開口梢、墊圈與類似製品；自行車或機動車輛用之電氣照明或信號設備、擋風板刮刷器、去霜或去霧器；電話機（包括智能手机），以及其他傳輸或接收聲音、圖像之有線或无线网络通訊器具；合成纖維絲紗梭织物等。
自立陶宛進口的前10大項目為：診斷或實驗用有底襯之試劑或配製試劑，以及檢定參照物；激光、光學用具與儀器；特殊物品，含進口未超過5萬新臺幣之小額報單與其他零星物品；未經塑性加工精炼銅與銅合金；礦物或化學肥料中內含氮、磷、钾者；紡織材料填充料及其製品、紡織纖維屑與小絨球；木材；家具及其零件；乾酪與凝乳；碟片、磁带、固態非揮發性儲存裝置、智慧卡與其他錄音或錄製之媒體等。

### 投資
臺商在立陶宛尚在起步階段，家數尚少。截至2023年，臺商在立陶宛的總投資金額約1,948萬欧元，計有7件。3件為行政院國家發展基金管理會的「中东欧投資基金」投資立陶宛激光、生物医学、金融创新；2件為金融科技；1件為生物科技；1件為珍珠奶茶。首家全臺資經營的網路銀行於2023年獲得立陶宛中央銀行的電子貨幣機構营业执照，可發行電子貨幣並提供支付服務與貨幣兌換，臺商亦可透過網路開戶。2024年5月，成立立陶宛臺灣商會聯合會。
截至2023年，立陶宛在臺灣的總投資金額約65.6萬美元，計有4件。
2022年1月4日，立陶宛總統瑙塞達對於允許設立駐立陶宛台灣代表處導致與中華人民共和國關係緊張，表示「我會認為不是開設台灣代表處有錯，而是以臺灣為名有錯，這件事我沒被諮詢過。」5日，駐立陶宛代表黃鈞耀表示，國家發展委員會將設立2億美元的「中东欧投資基金」，以立陶宛為優先實施對象，聚焦於對雙方都具有戰略利益的產業，相關細節還須與立陶宛經濟暨創新部討論。

### 會展
2013年5月21日，中華民國外交部委託中華民國對外貿易發展協會（外貿協會）與11家台灣廠商籌組參加「第21屆維爾紐斯波海科技展（BALTTECHNIKA 2013）」。該展是立陶宛及波羅的海鄰近國家規模最大的工業科技展，台灣以國家館形象展出，並為該展最大的海外參展國。
自2021年起，在立陶宛首都维尔纽斯舉行「台立經濟合作會議」，由立陶宛商工暨手工業協會與中華民國國際經濟合作協會（國經協會）共同主持。至2024年已舉行第2屆。
自2022年起，在兩國首都輪流舉行「臺立次长級經濟對話會議」，由中華民國經濟部政務次長與立陶宛經濟暨創新部政務次長共同主持。至2024年已舉行第3屆。
自2023年起，舉行「臺立次長級農業合作會議」，由行政院農業委員會副主任委員（今農業部次長）與立陶宛農業部次長共同主持。2023年6月16日，簽署《臺立農業合作瞭解備忘錄》。至2024年已舉行第2屆會議。

### 犯罪事件
2017年3月，路透社報導，美國警方破獲電信詐騙案件，1名立陶宛籍男子假冒台灣廣達電腦名義，要求客戶將貨款匯入虛設的銀行帳戶，牽涉的詐騙金額超過1億美元。廣達證實確有此事，但強調在該案中只是被冒名，未遭受任何財務損失。美國檢方未提及哪2家公司受害，僅說明是跨國科技公司與跨國社群媒體公司，市場猜測身為廣達客戶的亞馬遜、Facebook可能就是受害者。但《財富》雜誌追蹤後證實是Google、Facebook，且受騙金額也大多追回。

## 交流

### 學術

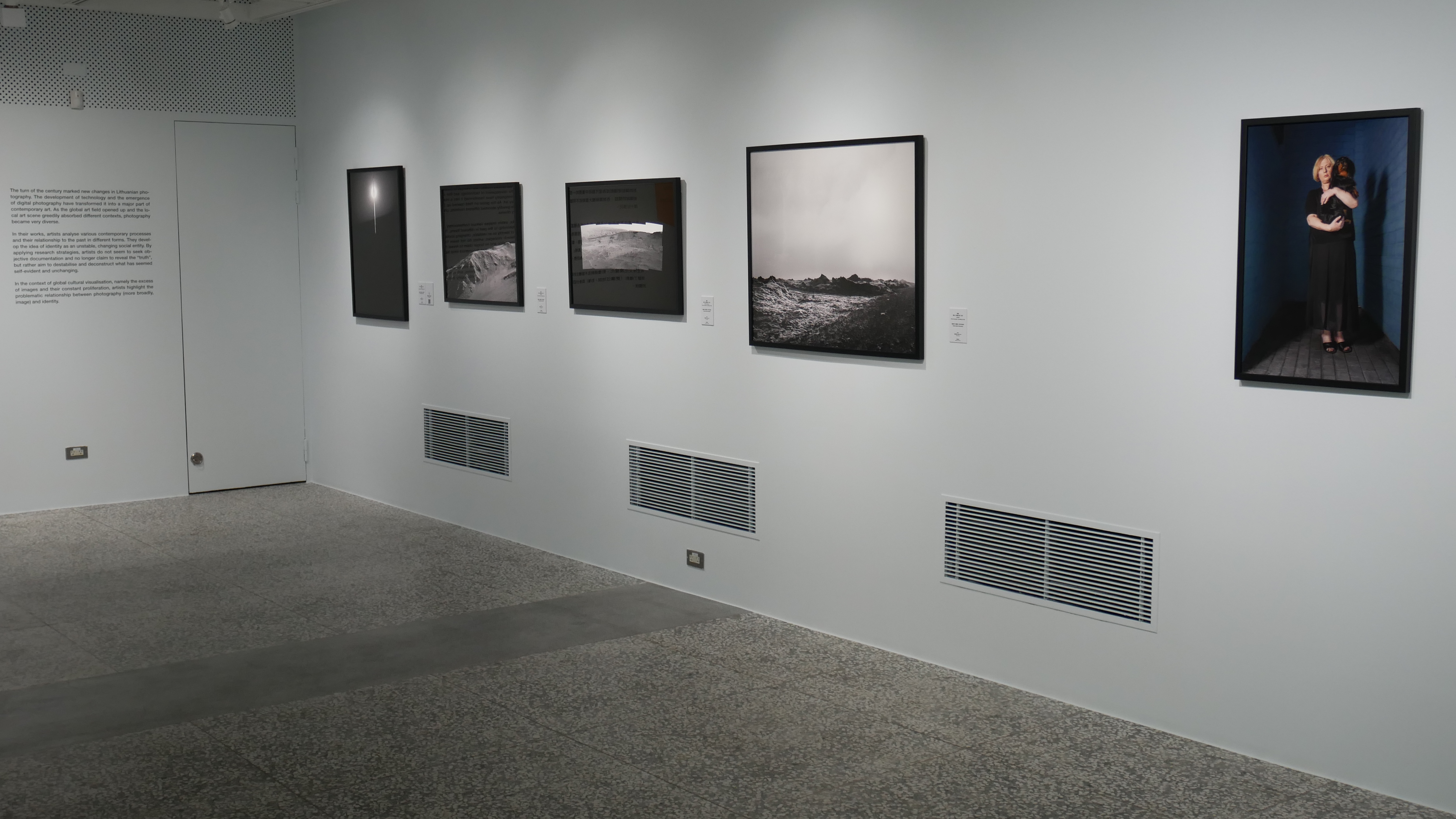
於國家攝影文化中心展出的「揭幕：尋探立陶宛攝影中的認同」特展

中華民國教育部於1991年7月設立「獨立國協及東歐地區國家來台留學獎學金」，其中包括立陶宛。該獎學金後來改為中華民國外交部的「臺灣獎學金」、教育部的「華語文獎學金」，提供立陶宛學生申請赴台攻讀學位及學習華語文；另有外交部提供的「臺灣獎助金」，提供立陶宛學者赴台研究。國立臺灣大學、國立政治大學、國立雲林科技大學、國立臺北科技大學、靜宜大學與維爾紐斯大學、維爾紐斯格迪米納斯理工大學、考納斯理工大學、維陶塔斯·馬格努斯大學簽有學術合作及學生交流合作計畫。
財團法人國際合作發展基金會（國合會）等機構每年均提供立陶宛政府部門及民間機構人士赴台參加各項專技研習班。
臺灣並提供20多個獎學金名額，進行半导体产业技術訓練。

### 科技
中華民國國家科學及技術委員會於首都维尔纽斯設立駐立陶宛代表處科技組。
2022年2月18日，國立中山大學晶體研究中心與立陶宛物理科技中心（Fizinių ir technologijos mokslų centras）於立陶宛成立「臺立半导体暨材料科学中心」（Taiwan and Lithuania Center for Semiconductor and Materials Science），結合臺灣的晶体技術與立陶宛的激光科技，共同發展先進雷射系統。
2023年2月20日，臺灣工業技術研究院（工研院）與立陶宛雷射協會（Lithuanian laser association）超快激光研發創新中心簽署備忘錄。9月11日，於工研院的臺南市六甲院區啟用「超快雷射研發創新中心」。引進立陶宛飞秒激光源，並結合立陶宛廠商，將鎖定光電半導體、醫材、通訊等產業製程應用。

### 援助
資助立陶宛民主社群國會論壇之青年領袖論壇研討會與訓練營、立陶宛重獲獨立25週年研討會。
資助立陶宛慈善機構「救助立陶宛兒童」之弱勢家庭兒童照護計畫。
2020年4月14日，對於2019冠状病毒病疫情在全球擴散，中華民國外交部宣布第2波國際援助行動，其中捐贈130萬片口罩給立陶宛在內的8個欧洲联盟成员国。
2021年6月22日，立陶宛宣布捐贈臺灣2萬劑AZ疫苗用以對抗疫情，外交部長藍斯柏吉斯於Twitter發文表示「我很自豪我們可以在對抗病毒的過程中聲援臺灣人民，儘管這批疫苗只是很小的一部份」、「熱愛自由的人應互相關心彼此」。總理希莫尼特亦表示「我們很希望能多做一些，但現在只能盡己所能」。中華民國總統府、外交部對此表示感謝。臺灣民眾則向立陶宛非營利組織捐款，這些捐款專案也迅速達標。臺灣義美食品回贈兩個集装箱共4萬多盒印有兩國國旗的小泡芙致謝，包裝設計與文字並經過立陶宛外交部次長艾德梅納斯協助確認。7月31日，疫苗運抵臺灣，由衛生福利部食品藥物管理署長吳秀梅與外交部歐洲司長陳立國代表接收。
2021年9月22日，立陶宛宣布將在10月15日前，根據歐盟和AZ製藥於去年8月27日所簽的採購協定，從現有和預訂的疫苗中捐贈23萬5,900劑AZ疫苗給臺灣，為自6月捐贈兩萬劑AZ疫苗之後二度向臺灣捐贈疫苗。立陶宛總理希莫尼特解釋兩度贈台疫苗的關鍵原因，「疫苗平均分配以及團結，是對抗COVID-19疫情的關鍵。但很可惜（這些因素）仍舊持續擾亂著世界各地人民與國家的生活。」衛生部長杜爾基斯在電視轉播的政府會議中則表示「AZ疫苗在我國不太受歡迎，我們可以把它捐出去。」10月9日，疫苗運抵臺灣。
2023年6月1日，中華民國外交部政務次長李淳訪問立陶宛，出席由立陶宛國會舉辦的「前線民主國家支持烏克蘭研討會」，宣布將提供500萬美元，參與由立陶宛中央計畫管理局（Centrinė projektų valdymo agentūra）推動的烏克蘭重建計畫。

### 體育
2017年7月，立陶宛首度正式參加在臺北舉辦的第三十九屆威廉·瓊斯盃國際籃球邀請賽。
2023年1月，立陶宛籃球協會在該年國家籃球運動計畫中指出，將在臺灣舉辦2023年世界盃男籃熱身賽。2月，熱身賽確定於8月在新北市立新莊體育館舉辦，有立陶宛、拉脫維亞、波多黎各三隊參與。立陶宛隊賽後隨即前往菲律賓參加世界盃。

### 知名人物
2008年，臺灣歌手張洪量與立陶宛籍體操選手Ekaterina Servut（詩舞）結婚。

## 協定
| 日期           | 簽署 | 備註     |
| -------------- | --- | -------- |
| 1991年11月7日  | 《中立互設貿易代表團協定》 | [ 33 ]   |
| 1998年3月      | 《中華民國行政院國家科學委員會與立陶宛科學院科技合作協議》 | [ 46 ]   |
| 1999年2月12日  | 《中華民國行政院國家科學委員會與立陶宛教育暨科學部間科學合作協定》 | [ 100 ]  |
| 1999年10月7日  | 《中華郵政與立陶宛郵政間國際快捷郵件協議備忘錄》 | [ 100 ]  |
| 2000年8月      | 《中華奧林匹克委員會與立陶宛奧林匹克委員會體育交流協定》 | [ 40 ]   |
| 2000年9月      | 《台拉立三邊科技合作基金》 | [ 註 5 ] |
| 2014年9月29日  | 《中華民國國際經濟合作協會與立陶宛商工暨手工業協會備忘錄》 | [ 101 ]  |
| 2021年10月27日 | 《工業技術研究院與立陶宛企業局、立陶宛投資局生醫合作備忘錄》 《工業技術研究院與立陶宛企業局半导体技術合作備忘錄》 《中華民國國家太空中心與立陶宛納米航空電子衛星合作備忘錄》 《國立中山大學與立陶宛维尔纽斯大学、維爾紐斯科技大學、考纳斯理工大学半導體學程共同聲明》 《國立中山大學晶体研究中心與立陶宛物理科技中心合作備忘錄》 | [ 101 ]  |
| 2022年5月27日  | 《林口新創園與立陶宛新創局新創合作備忘錄》 | [ 65 ]   |
| 2023年2月20日  | 《工業技術研究院與立陶宛雷射協會超快激光研發創新中心合作備忘錄》 《立陶宛工業家聯合會與中華民國工商協進會、中華民國全國工業總會合作備忘錄》 | [ 53 ]   |
| 2023年6月16日  | 《臺立农业合作瞭解備忘錄》 | [ 49 ]   |

## 簽證

持中華民國護照的中華民國國民簽證要求分布圖：入境立陶宛可以「申根區免簽證」。

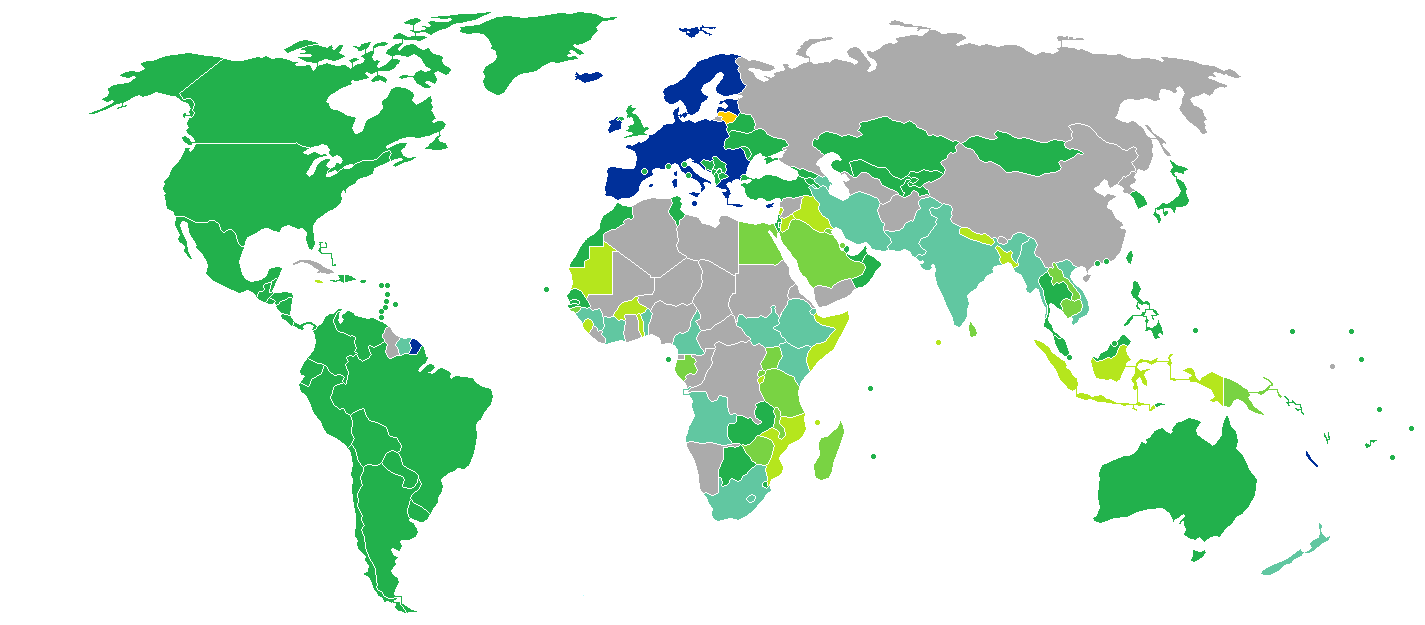
持歐盟的立陶宛護照之立陶宛國民簽證要求分布圖：入境中華民國可以免簽證。

歐洲申根區給予持有載明身分證字號的中華民國護照之中華民國國民可以申根區免簽證入境，停留日數與申根區合併計算，每6個月期間內總計可停留90天。經立陶宛轉機至申根區亦可免簽證。目前立陶宛透过位于臺北的匈牙利貿易辦事處对中華民國國民发放签证。
立陶宛國民持有歐盟護照者也可以免簽證的方式入境中華民國，停留最多90天。

## 交通

### 航空

#### 客運
兩國無直航班機，可經由（不計航點遠近，截至2023年7月10日）：
- 臺北→杜拜（2023年11月1日起季節性飛立陶宛）、伊斯坦堡、巴黎、羅馬、米蘭、慕尼黑、法蘭克福、阿姆斯特丹、維也納，再轉機前往立陶宛的维尔纽斯机场。[102]

### 駕車
持有中華民國國際駕駛執照可在立陶宛駕車。

## 外部連結
| - 中華民國外交部－立陶宛共和國簡介 （页面存档备份，存于） - 駐立陶宛台灣代表處（Facebook、Twitter） - 外交部領事事務局－國外旅遊警示分級表 - 中華民國衛生福利部－國際旅遊疫情建議等級 - 中華民國國際經濟合作協會 （页面存档备份，存于） - 立陶宛臺灣商會聯合會 | - 立陶宛貿易代表處 （页面存档备份，存于） |